# José Arana Cruz
José Arana Cruz (6 settembre 1902 – ...) è stato un calciatore e allenatore di calcio peruviano, di ruolo centrocampista.

## Caratteristiche tecniche

### Giocatore
Giocava come centromediano.

### Allenatore
Durante il Sudamericano 1947 utilizzò il modulo 2-3-5.

## Carriera

### Giocatore

#### Club
Giocò per Atlético Chalaco (con cui vinse il campionato nazionale nel 1930), Alianza Lima ed Everton, in Cile. José Arana giocò con suo fratello Miguel, che era conosciuto come "Arana II".

### Allenatore
Fu il 4º commissario tecnico nella storia della Nazionale colombiana di calcio. Guidò la selezione durante i Giochi centramericani e caraibici, ottenendo la medaglia d'oro nel torneo del 1946; la sua squadra ottenne 6 vittorie su 6 incontri. Nel 1947, tornato in patria, vinse il titolo nazionale con l'Atlético Chalaco. Fu quindi convocato dalla Federazione per ricoprire il ruolo di commissario tecnico durante il Campeonato Sudamericano de Football 1947. Il Perù chiuse al 5º posto su 7 partecipanti, con 2 vittorie, 2 pareggi e 3 sconfitte. Nel 1948 allenò lo Sport Boys.

## Palmarès

### Giocatore

#### Club

##### Competizioni nazionali
- Campionato peruviano: 1

Atlético Chalaco: 1930

### Allenatore

#### Club

##### Competizioni nazionali
- Campionato peruviano: 1

Atlético Chalaco: 1947

#### Nazionale
- Giochi centramericani e caraibici: 1

Colombia 1946